# Ландисвил (Пенсилванија)
Ландисвил (енгл. Landisville) насељено је место без административног статуса у америчкој савезној држави Пенсилванија.

## Демографија
По попису из 2010. године број становника је 1.893.
| Група             | 2000.    | 2010.         |
| Белци             | 0 (0,0%) | 1.731 (91,4%) |
| Афроамериканци    | 0 (0,0%) | 29 (1,5%)     |
| Азијати           | 0 (0,0%) | 39 (2,1%)     |
| Хиспаноамериканци | 0 (0,0%) | 83 (4,4%)     |
| Укупно            | 0        | 1.893         |